# 埃德尔斯格鲁布
埃德尔斯格鲁布是奥地利施蒂利亚州格拉茨城郊县的一个市镇。总面积7.12平方公里，总人口644人，人口密度90.4人/平方公里（2001年）。